# 大霸尖山

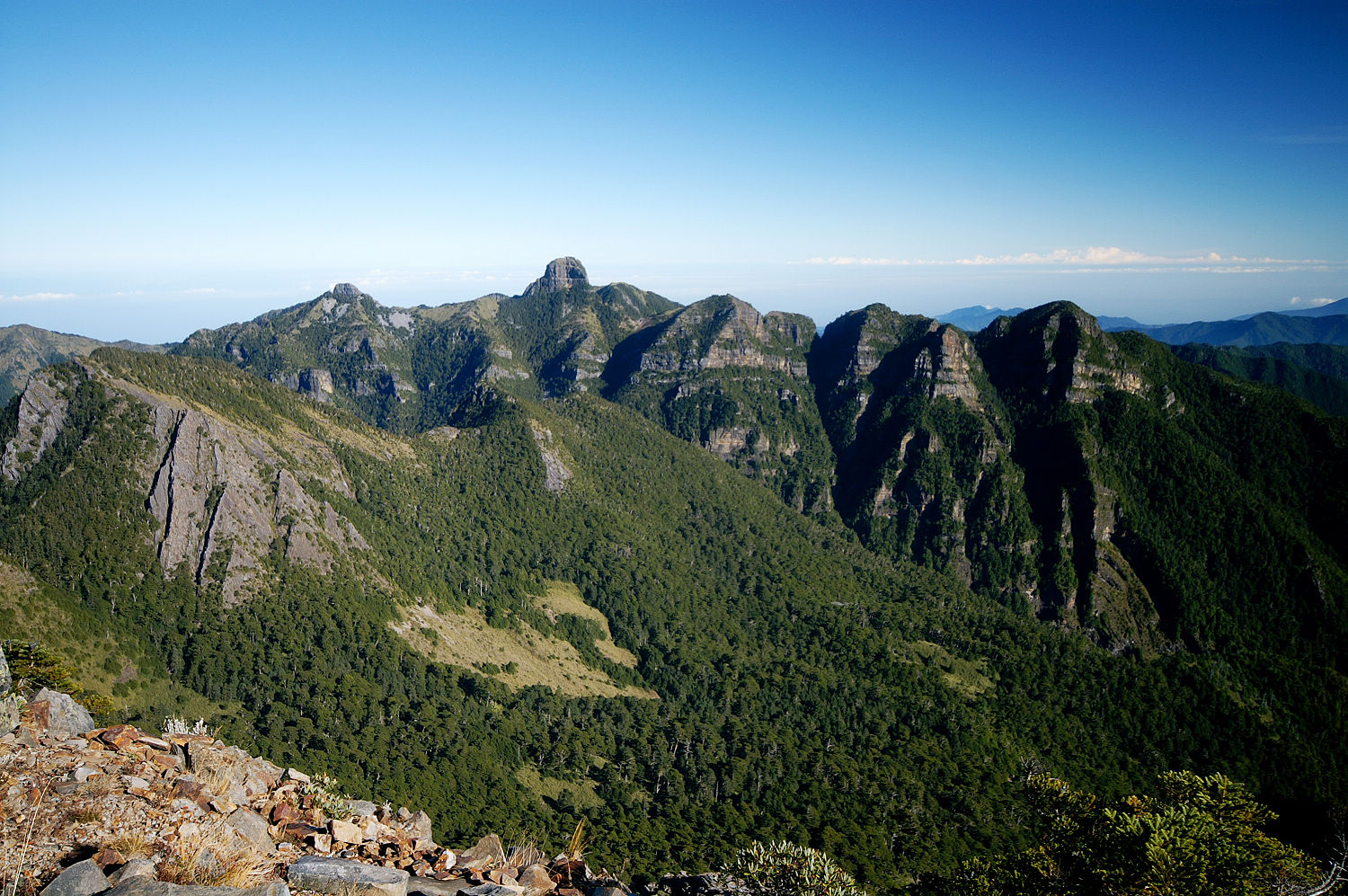
小霸尖山（左側）、大霸尖山（中央凸起）與東霸尖山五連峰

大霸尖山是臺灣最著名的高山之一，其外型如神工鬼雕天成的孤峰造型，屹立在雪山山脈雪山地壘聖稜線的北緣，標高3,492公尺，泰雅語稱為，大霸尖山與小霸尖山合稱為，賽夏語稱為、，清治時因遙望此山如同一个熬酒桶，記載为「熬酒桶山」、「酒桶山」，位於新竹縣尖石鄉秀巒村與苗栗縣泰安鄉梅園村之间，即雪霸國家公園中的「霸」，擁有「世紀奇峰」的美譽，在著名的台灣百岳排名28，與中央尖山、達芬尖山合稱三尖。

## 山形
大霸尖山位於台灣的雪山山脈，聖稜線北端，其山勢突地拔起，危峰孤峙，近觀為聳立在略呈正三角形的岩層基盤上，突起長寬高都超過150公尺的擎天巨壘，三面都是直劈底座的直立悬崖絕壁，西方人和日本人形容為奇特的土耳其帽:1:17，四面崖壁寸草不生，山形冷峻，令人生畏，有「世紀奇峰」之稱，高峰聚集，氣勢宏偉，稱得上是北台灣的屋脊。從台灣西部外海觀測，大霸尖山是台灣南北連貫的高聳屋脊最北端第一座超過3000公尺的山彙。
其周邊山頭以大霸相似命名：西邊的小霸尖山、東邊的東霸尖山及北邊的中霸尖山，再加上中霸尖山西伸支稜的兩座百岳伊澤山、加利山，登山界合稱為「大霸尖山群峰」。
大霸尖山往南的聖稜線，以及大霸尖山往北接中霸尖山，是東側塔克金溪（泰崗溪最高源頭，淡水河水系大漢溪上游最遠源流）與西側雪山溪（大安溪源頭）的主分水嶺，為新竹、苗栗的分界。
大霸尖山北側的中霸尖山，續往西北延伸往伊澤山、境界山、檜山的稜脈，是東側薩克亞金溪（大漢溪源流支流）與西側雪山溪、馬達拉溪（大安溪源頭）的主分水嶺，亦為新竹、苗栗的分界，日治時攀登大霸的步道由此進入。
中霸尖山續往北延伸往馬洋山、鎮西堡的稜脈，登山界稱為「大霸北稜」，是東側大漢溪源流塔克金溪、泰崗溪與西側左股支流薩克亞金溪的分水嶺，為泰雅族往北遷徙的重要傳統路線。
中霸尖山西北側的伊澤山，西伸往加利山的支稜是大安溪源頭雪山溪與右股支流馬達拉溪的分水嶺，現攀登大霸的步道由此稜線北側的馬達拉溪登山口進入。

## 歷史
台灣原住民賽夏與泰雅等族人流傳大霸尖山是其祖先發祥地，也為南島語族共有的傳說太古大洪水來襲時先祖的最後避難地，視為聖山。
賽夏的洪水起源傳說，大部份是以大霸尖山為發祥地，太古洪水氾濫世界成為汪洋一片，倖存的二兄妹躲進織布機（hoko'）的經卷裡，漂到山頂。妹妹未能生還，哥哥將屍體切成肉塊丟到洪水中就化成人，哥哥將肉塊變成的人救到山頂上，給他們不同的姓氏：成為豆、風、鐘、士、高、蟹、錢、夏等姓的始祖，水退之後族人從大霸尖山一路遷移，遍布到大漢溪上游到大安溪流域之間的區域。由考古發現顯示，賽夏族定居在大霸尖山下的年代比泰雅族或斗葛族（另有譯寫做大甲，現多譯寫為道卡斯族）久遠。賽夏族在明鄭時遭武裝侵略，復受漢人墾民入侵、瘟疫侵襲，勢力衰退後，泰雅族擊退賽夏族移入此區域成為強勢族群。
:62,80
泰雅語稱大霸尖山為，意為耳朵，則為聳立之意，:129是賽考列克語群（Squliq）泰雅族人相傳，自大甲溪谷與蘭陽溪谷之間的思源埡口往北遷徙史途中重要的集散地：從北港溪上游原居地遷往大甲溪谷，再上溯到思源埡口並生養眾多的家族，衍生了三個支系，其中大哥往北遷徙翻越雪山山脈，途經羅葉尾山、桃山、新達、大霸尖山等地。從大霸尖山沿東側大漢溪谷，擊退原居於此的賽夏族，散布到新竹、桃園、台北等地，沿西側大安溪谷散布到苗栗等地區，是為卡奧灣群；澤敖列語群（或）泰雅族人相傳，大霸尖山為其族群始祖的誕生地。:24-86
清治文獻中可明確認定指稱現今大霸尖山的記載，清治末期1890年代《新竹縣採訪冊》記載為「熬酒桶山」，在新竹縣治東南方百餘里，諸山之上突起一峰，頂平而圓，上稍窄而下漸寬，形如熬酒桶；高插雲霄，山上積雪經年不消，遠望之一峰直豎，形家呼為「衝天木」，巉岩削壁，白石瑩瑩。
其他早先的清治文獻尚有「大員山」、「熬酒桶山」、「酒桶山」、「大壩尖山」、「大霸尖山」的記載，然而《新竹縣採訪冊》認為這些記載都不能確定指稱現今的大霸尖山。大霸尖山實際上在新竹的東南方深山，從北台灣的宜蘭、台北一直到新竹、苗栗都看得到，從新竹看是在東南方十八尖山、五指山的正後方。
推定為1756－1759年調製的《乾隆台灣輿圖》在雲林內山有繪出一座「熬酒桶山」；

1830年代編撰的《彰化縣志》，自八卦山前觀之，有「大員山」、「熬酒桶山」、「酒桶山」等記載。1871年《臺灣府輿圖纂要》〈山水 彰化縣〉的內文也有描寫「熬酒桶山」。1879年《台灣輿圖並說》在東勢角西南方標示「酒桶山」。這些記載的位置都在台灣中南部，大霸尖山在彰化東北方距離超過一百六十里，台灣西部平地在台中大肚山、彰化以南是看不到大霸尖山的。
此外，《乾隆台灣輿圖》在今台灣的東北角附近有繪出另一座「熬酒桶山」；

1760年清乾隆中葉《台灣民番界址圖》，有註記「熬酒桶山」、「酒桶山」的文字；
1871年《臺灣府輿圖纂要》裡的〈淡水廳圖〉在今台灣的東北角附近有繪出另一座「熬酒桶山」，
其中的內文〈淡水廳輿圖纂要〉也有描寫「大壩尖山」；
1871年《淡水廳志》有記載「熬酒桶山」以及「大壩尖山」；
1878年的《全台前後山輿圖》和1879年的《台灣輿圖並說》都有在「生番界」之內和今新店南方和三峽東方的「新墾地」之間繪出「大霸尖山」。
1888年起調製的《台灣地輿總圖》在新店直潭和隘勇營之間標示大霸尖山；
1888年《台灣內山番社地輿全圖》和其1895年臨摹本台灣總督府陸軍局發行的《台灣蕃地圖》標示了「大埧社」和其後依托的山頭「大埧」。:4-5
「大埧」也就是「大壩」，以上這些文獻描寫在台北南側附近的「熬酒桶山」在北勢溪之南，今稱「大桶山」，「生番界」在其以南，其後為桶後溪、桶後山；

而「大壩尖山」為「大壩社」背後依托的山頭，大壩也有寫做「大埧」、「打馬」，在生番界、隘勇線以內，也就是劉銘傳執行開山撫番為掠奪山區土地資源、強制樟腦獨佔而發動的大嵙崁戰役中，於1887年10月以帝國部隊優勢現代武力征伐的泰雅祖社大社群，位在今三峽、復興、新店、烏來之間，泰雅語稱為、，劉銘傳的奏摺中稱「大埧」七社，即今大豹溪流域，日治以後稱為「大豹社」。
1867年英國皇家海軍小型風帆測繪船Sylvia號在台灣外海進行繞島測繪任務時，艦長布魯克中校（Commander Edward W. Brooker R.N.）測繪完台灣東海岸，續往西海岸，在梧棲（Goche）外海，觀測到在台灣內陸南北延伸的高聳山脊，最北端有一座超卓拔群、帽子形狀的山峰，有11300英尺高（約3444公尺），以船名命名為，:5091868年英國海軍部以此測繪成果發行的地圖中，Mount Sylvia南方不遠處繪有座12800英尺高（約3900公尺）未命名的山峰。1873年4月，馬偕博士一行30餘人在賽夏族嚮導陪同下攀登，在登頂前賽夏族頭目因鳥占不吉而拒絕再前進未能登頂。森丑之助和楊南郡認為在日治前及日治初期明治年間，在1907年對雪山山區進行測繪之前，西方所記或日人所記多半是指稱今大霸尖山。:305,323
日治時1907年對雪山山區進行測繪之後，將此山定名為「大霸尖山」，今雪山定名為。1915年6月到9月間，總督府蕃務本署完成了雪山山彙的測量登山活動，測得峰巔海拔高度為11792日尺（約合3573公尺）。1916年6月，探險隊嘗試攀登大霸尖山，在巨岩腳下四周勘查，嘗試從東南稜岩壁突破，但受阻於高懸的岩庇，被認為不可能攀登。人類首次登頂大霸尖山，於1927年8月4日（昭和2年），由台灣山岳會沼井鐵太郎領隊的攀登隊經由東南岩脊，使用繩索及技術攀登方式，台北第一中學（今建國中學）教官瀨古喜三郎藉由踩在中曾根武多的肩膀攀上最困難的懸岩路段領先登頂，隨後生駒、古平、永田諸氏，以及搜索隊長綿引警部補共7人成功登頂。首登隊在行前曾考慮使用人工物將錨樁打入岩壁，但因不願破壞這鬼斧神工「神造之物」而採取徒手攀登，保持大霸尖山的自然完整狀態。1931年8月，北田正三由大霸南壁的煙囪岩地形單人獨攀登頂。:178:上冊66-73首登以及隨後探險的成功，代表人類挑戰能力技術的極限、打破不可能的探險精神，帶動了當時的登山活動邁向更艱難路線的挑戰與對未知山岳的探索行動。
戰後十餘年間未有登山隊登臨大霸絕頂的記錄。1959年，有登山隊在大霸尖山一根一根將鐵釘打入岩壁，綁上鐵線安裝木梯，攀上大霸尖山的絕頂。隨後的登山隊即循著木梯，輕易就能踏破這座昔日必須冒著生命危險、依靠本身技術才能攀抵的峰尖。登頂過程的人工化，使得一般登山者均能踏著木梯順利登頂，大霸尖山便成為熱門的高峰了。1971年初，為了配合救國團舉辦大霸尖山健行活動，林務局從大鹿林道馬達拉溪登山口開闢了一條長達約12公里長的步道直達大霸尖山，並且在半途海拔2699公尺處興建了九九山莊，並在4月19日，架設完成「世紀奇峰」大霸尖山登頂鋼梯的工程。至此，順著鋼梯即能爭相輕鬆踩上山頂的登山客絡繹於途，卻阻隔了登山者與大自然接觸的深度，缺少以肉縛身軀、用汗水勇氣貼近岩壁的感覺。
在沿鋼梯的傳統登頂路線之外，技術攀岩好手們也嘗試從其他更困難的路線，以技術繩隊的方式攀登上台灣高山技術攀岩的聖山霸頂。日治時1931年8月，北田正三由大霸南壁的煙囪岩地形單人獨攀成功登頂。隨後有攀登隊攀登南壁西端上到第一階岩階平台試探，但未能登頂。:178戰後初期1958年有攀岩隊在大霸東壁試探技術攀登的可行性。1981年10月25日喜馬拉雅攀登俱樂部的高克維及梅業明成為大霸傳統登頂路線之外，戰後有記錄首登西南壁技術路線成功的第一支隊伍，他們以繩隊技術攀岩的方式，以七個繩距攀登成功，攀登過程刊登在1981年12月的《野外》雜誌第154號。隨後幾年，陸續有來自攀岩者俱樂部、台大登山社等技術攀登隊伍成功的首登完成其他在大霸東南壁、西壁、北壁上的路線。:23-24,126
在鋼梯架設20年後，梯子鏽蝕毀損，安全堪慮，林務局先於1989年公告禁止攀登大霸尖山霸頂，在1991年12月15日將鋼梯拆除，重還聖山真實的面貌。攀登絕頂的登山者，必須以矯健的身手，融入在大自然之中，經過勇氣與毅力的考驗，才能在辛苦的付出之後，攀上峰巔的榮耀。（pp. 上冊66-73）
雖有公告禁止攀登霸頂，但無法源依據，2010年7月23日內政部依據國家公園法第13條第8款公告「雪霸國家公園區域內禁止事項」，「基於保護大霸尖山脆落之地質景觀及維護山友登山安全並保持原住民族信仰聖山之完整性，自公告日起禁止攀登大霸尖山霸頂。」

## 幣圖
新臺幣五百元背面以大霸尖山及臺灣梅花鹿為圖案設計。

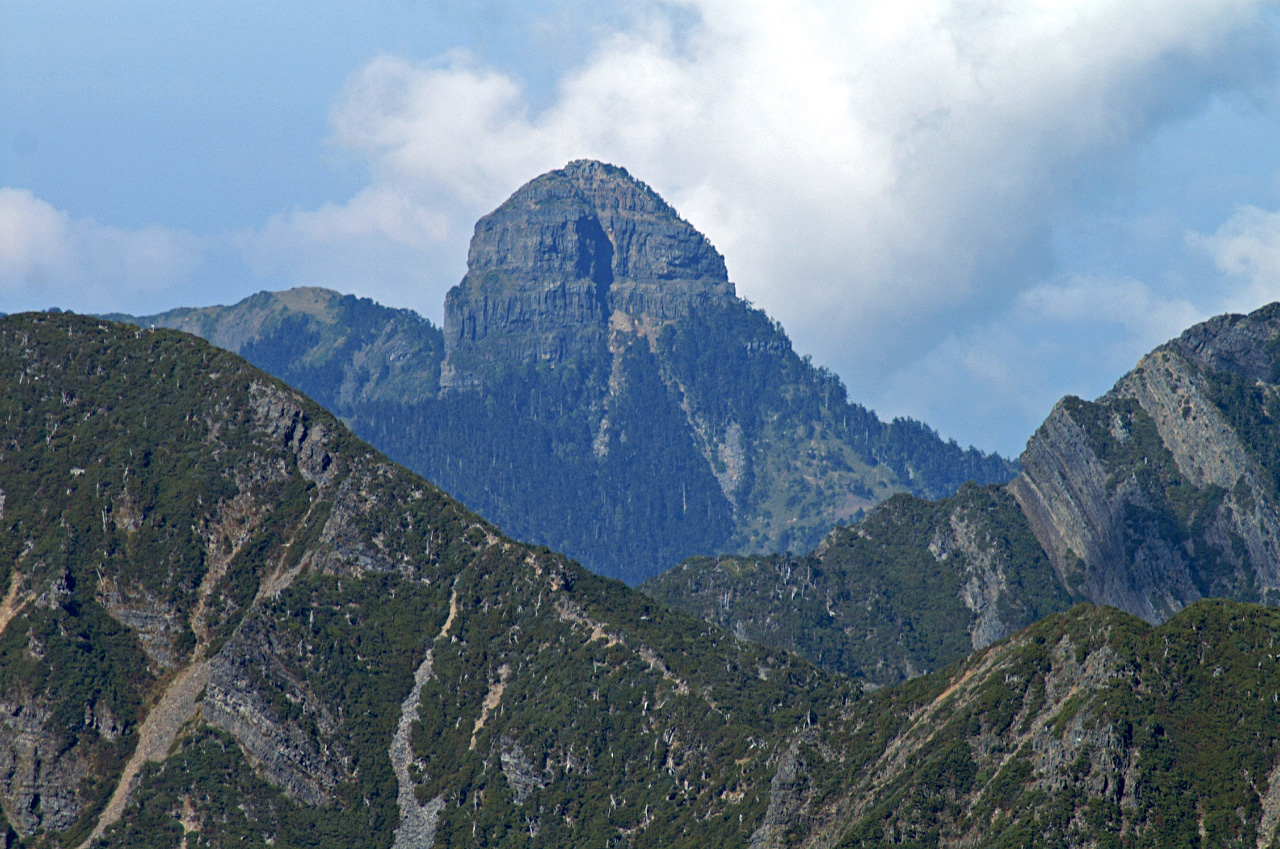
大霸尖山南面景

## 外部連結
- 自然步道 - 大霸尖山登山步道 - 山林悠遊網 （页面存档备份，存于）
- 中華民國協會 （页面存档备份，存于）
- 聖稜線 - 連峰照片
- 雪山山脈的聖稜、南稜與西南稜線 - 連峰照片
- 《臺灣百岳全集》 （页面存档备份，存于）上河文化